# HBO+
HBO+ (también conocido como HBO Plus) es un canal de televisión por suscripción prémium latinoamericano de origen estadounidense. Es propiedad de Warner Bros. Discovery Latin America, filial de HBO (subsidiaria de Warner Bros. Discovery) e inició sus transmisiones el 31 de octubre de 1996 bajo el nombre de HBO Olé 2.

## Programación
El canal rescata películas de diferentes años ya exhibidas en HBO y HBO 2, además de algunas series originales producidas por la cadena.
El 1 de abril de 2019, modificó su logotipo, omitiendo la palabra "Plus" por el símbolo "+" esta vez situado a la derecha junto al logo de HBO quedando como HBO+.

## Señales
El 1 de enero de 2019, HBO tuvo que retirar la señal Oeste, quedando únicamente la señal Este de HBO+.

## Logotipos

1996-1999
1999-2019 HBO Family
Desde 2019